# Abu-l-Gharaniq Muhàmmad
Abu-Abd-Al·lah Muhàmmad (II) ibn Àhmad (àrab: أبو عبد الله أبو الغرانيق محمد بن أحمد, Abū ʿAbd Allāh Abū l-Ḡarānīq Muḥammad ibn Aḥmad), més conegut pel sobrenom Abu-l-Gharaniq com Abu-l-Gharaniq Muhàmmad (II), (? - 875) fou emir aglàbida d'Ifríqiya (864-875).
Era fill d'Abu-Ibrahim Àhmad ibn Muhàmmad i va succeir el seu oncle Ziyàdat-Al·lah (II) el 23 de desembre del 864. Tenia una gran passió per la cacera. El 868 va conquerir l'illa de Malta.
Va morir el 16 de gener del 875 i el va succeir el seu germà Abu-Ishaq Ibrahim (II) ibn Àhmad.